# Andrej Melita
Andrej Melita (geb. 1978) ist ein deutscher Filmkomponist und Musiker.

## Leben
Melita gelangte nach dem Zivildienst durch Zufall in die Medienbranche, nachdem ein befreundeter Regisseur seines Onkels auf ein eigens komponiertes Ballett von ihm gestoßen war. Mit seiner ersten Auftragsarbeit für das On Air Design der ARD gewann er später den Eyes & Ears Award.
Ab 2000 komponierte Melita vorwiegend Musik für Kurz-, Image- und Werbefilme, ab Mitte der 2000er Jahre auch verstärkt für Kino- und Fernsehproduktionen wie die Adaptionen der Kinderbuchserie Die Wilden Fußballkerle von Joachim Masannek. 2016 wurde sein gemeinsam mit Texter Timothy Auld komponierter Titelsong zum Film Macho Man in der Kategorie Bester Song im Film für den Deutschen Filmmusikpreis nominiert.
Melita ist als Dozent für Studio- und Computertechnik an der Hochschule für Musik und Theater München tätig.

## Filmografie (Auswahl)
- 2005: Die Wilden Kerle 2
- 2006: Die Wilden Kerle 3
- 2007: Die Wilden Kerle 4
- 2008: Die Wilden Kerle 5
- 2010: Friendship!
- 2010: Tiger-Team – Der Berg der 1000 Drachen
- 2011: What a Man
- 2011: Eine ganz heiße Nummer
- 2012: Schlussmacher
- 2013: V8 – Du willst der Beste sein
- 2014: Irre sind männlich
- 2014: Doktorspiele
- 2015: V8 – Die Rache der Nitros
- 2015: Macho Man
- 2016: Die Wilden Kerle – Die Legende lebt!
- 2017: Simpel
- 2017: Unter deutschen Betten
- 2017: Maria Mafiosi
- 2017: Eltern allein zu Haus (TV-Trilogie)
- 2018: 25 km/h
- 2018: Spreewaldkrimi: Tödliche Heimkehr
- 2019: Unheimlich perfekte Freunde
- 2020: Into the Beat
- 2020: Es ist zu deinem Besten
- 2021: Beckenrand Sheriff
- 2022: Herzogpark (TV-Sechsteiler)
- 2023: Tatort: Aus dem Dunkel
- 2024: Polizeiruf 110: Wasserwege